# Villa Ruffo della Scaletta
Villa Ruffo della Scaletta è una delle ville storiche di Napoli situate a Posillipo.
La villa ha due accessi: uno su via Petrarca 40 e l'altro su via Posillipo 204, nei pressi di villa Crawen.
Il complesso è molto vasto ed è circondato da un boschetto di pini marittimi. Il fabbricato principale è in stile neoclassico opera di Guglielmo Bechi, mentre gli altri elementi che si trovano in giardino e lungo tutta la rampa sono in stile neogotico.
Il parco della villa è dotato anche di una cappella neogotica e di un nicchione.
La villa è accessibile solo su richieste. 